# Oscar d'Andrea
Oscar d'Andrea es un deportista italiano que compitió en bobsleigh. Ganó una medalla de plata en el Campeonato Mundial de Bobsleigh de 1971, en la prueba cuádruple.

## Palmarés internacional
| Campeonato Mundial | Campeonato Mundial | Campeonato Mundial | Campeonato Mundial |
| Año                | Lugar              | Medalla            | Prueba             |
| ------------------ | ------------------ | ------------------ | ------------------ |
| 1971               | Cervinia (Italia)  | Medalla de plata   | Cuádruple          |